# Katholieke Kerk in Noord-Macedonië

Noord-Macedonië

De Katholieke Kerk in Noord-Macedonië maakt deel uit van de wereldwijde Katholieke Kerk onder het leiderschap van de paus en de curie.
Slechts een minderheid van de bevolking van Noord-Macedonië is katholiek. Er zijn zowel gelovigen die de Latijnse ritus gebruiken, als gelovigen van de oosterse ritus (Macedonische Grieks-Katholieke Kerk, ongeveer 7000 gelovigen).

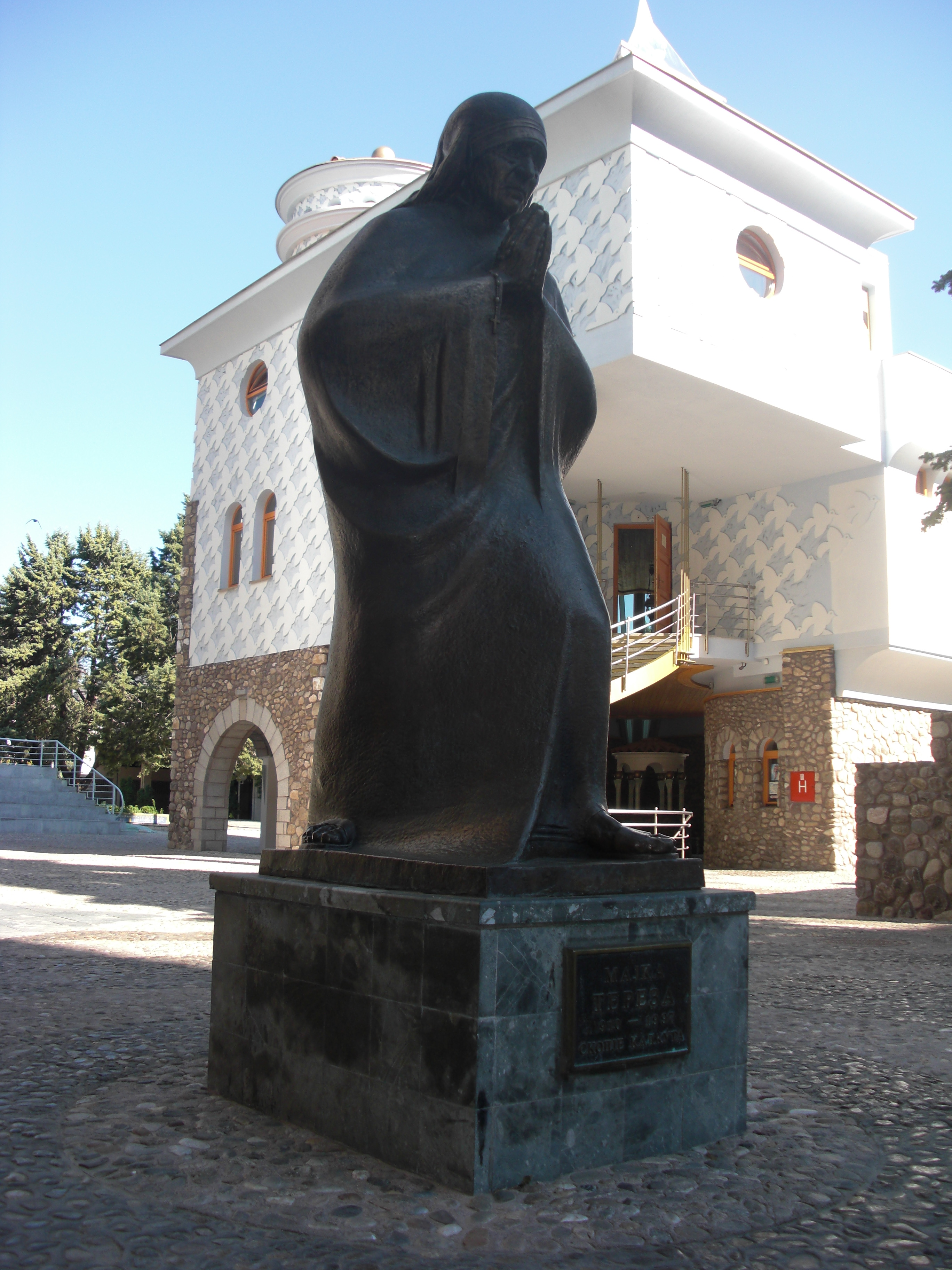
Standbeeld van Moeder Theresa in Skopje

Moeder Theresa werd geboren in de Macedonische hoofdstad Skopje, dat destijds deel nog deel uitmaakte van het Ottomaanse Rijk, en groeide op in een prominent Albanees grieks-katholiek gezin.

## Demografie
Volgens de volkstelling van 2002 leven er 7008 katholieken in Noord-Macedonië. Het grootste aantal woont in de hoofdstad Skopje (2492 personen), vooral in de gemeenten Karpoš (784 personen), Kisela Voda (489 personen) en Centar (476 personen). Verder wonen er ook grote aantallen in de gemeente Strumica (1444 personen), gevolgd door gemeenten Bosilovo (959 personen) en Vasilevo (581 personen).
Verhoudingsgewijs vormen katholieken 0,35% van de Macedonische bevolking. Er zijn twee dorpen met een katholieke meerderheid: Radovo (97%) en Nova Maala (63%).
| Plaats            | Bevolking (2002) | Aantal katholieken | %      |
| ----------------- | ---------------- | ------------------ | ------ |
| Radovo (dorp)     | 851              | 823                | 96,71% |
| Nova Maala (dorp) | 823              | 520                | 63,18% |
| Petralinci (dorp) | 605              | 105                | 17,36% |
| Čanaklija (dorp)  | 598              | 58                 | 9,70%  |
| Strumica (stad)   | 35311            | 1443               | 4,09%  |
| Bogdanci (stad)   | 6011             | 160                | 2,66%  |

## Bestuurlijke indeling
- Kerkprovincie Vrhbosna (Bosnië en Herzegovina):
  - Bisdom Skopje

Apostolisch nuntius voor Noord-Macedonië is sinds 21 mei 2022 aartsbisschop Luciano Suriani, die tevens nuntius is voor Bulgarije.
Albanië · Andorra · Armenië · Azerbeidzjan · België · Bosnië en Herzegovina · Bulgarije · Cyprus · Denemarken · Duitsland · Estland · Finland · Frankrijk · Georgië · Griekenland · Groot-Brittannië · Hongarije · IJsland · Ierland · Italië · Kazachstan · Kroatië · Letland · Liechtenstein · Litouwen · Luxemburg · Malta · Moldavië · Monaco · Montenegro · Nederland · Noord-Macedonië · Noorwegen · Oekraïne · Oostenrijk · Polen · Portugal · Roemenië · Rusland · San Marino · Servië · Slovenië · Slowakije · Spanje · Tsjechië · Turkije · Vaticaanstad · Wit-Rusland · Zweden · Zwitserland